# Urshults kyrka
Urshults kyrka är en kyrkobyggnad i Urshult i Växjö stift. Den är församlingskyrka i Urshults församling. 

## Kyrkobyggnaden
1794 blev den medeltida träkyrkan i Urshult utdömd. Det skedde vid en visitation utförd av biskop Olof Wallquist. Kyrkan befanns vara för liten. Det blev aktuellt att bygga en helt ny kyrka. Församlingens kyrkoherde Carl Stenstrand gjorde upp en förslagsritning. Detta förslag utgjorde grunden för den ritning som uppgjordes av Daniel Forsman vid Överintendentsämbetet 1802. Denna ritning var avsedd även för nybyggnad av grannförsamlingen Almundsryds kyrka. 
Det blev Nils Fredrik Wahlquist från Karlskrona som anlitades som byggmästare för att tillsammans med församlingsbornas dagsverken bygga den stora kyrkan som  beräknades rymma 1638 personer. Arbetet pågick 1808-1810. Resultatet blev en nyklassicistisk kyrkobyggnad med torn i öster, långhus och avslutande sakristia i väster. Det kraftiga tornet där huvudingången är placerad kröns av en lanternin med tornur avslutad med ett kors. Det stora långhuset är av salkyrkotyp med tunnvalv och ingång i söder. Invigningen förrättades den 4 oktober 1812 av biskop  Ludvig Mörner. 
Kyrkorummets interiör präglas av den omfattande utsmyckningen från 1891 utförd av kyrkomålaren Ludvig Frid. Korväggens stora målningar visar Jesu födelse, Korsfästelsen och Kristi himmelsfärd. Ovanför sakristiedörrarna ses på vänstra sidan Martin Luther som symbol för Ordet och på den högra en kvinnogestalt som symbol för Sakramenten. 
Långväggarnas friser visar i tio scener Jesu intåg i Jerusalem och vandringen till Golgata, utförda av Ludvig Frid. Friserna är kopior efter Bertel Thorvaldsens marmorfris i Vor Frue kirke i Köpenhamn. 
Utvändig renovering utfördes 2016/17 av en murarfirma från Bräkne-Hoby. Vid renoveringen putslagades fasaden och målades om. Korset förgylldes och samtliga fönster renoverades.

## Inventarier
- Altarpredikstol rundformad med ett gyllene kors anskaffad 1844. Uppgång från sakristian.

- Fristående altare 1977.

- Altarring,halvcirkelformad med balusterdockor.

- Dopfunt som har sin plats i koret intill en Mariabild.

- Bänkinredningen är till stor del bibehållen och liksom ursprungligen indelad i fyra rader.

- Orgelläktare med svängda flyglar och utsvängt mittparti.

## Bildgalleri

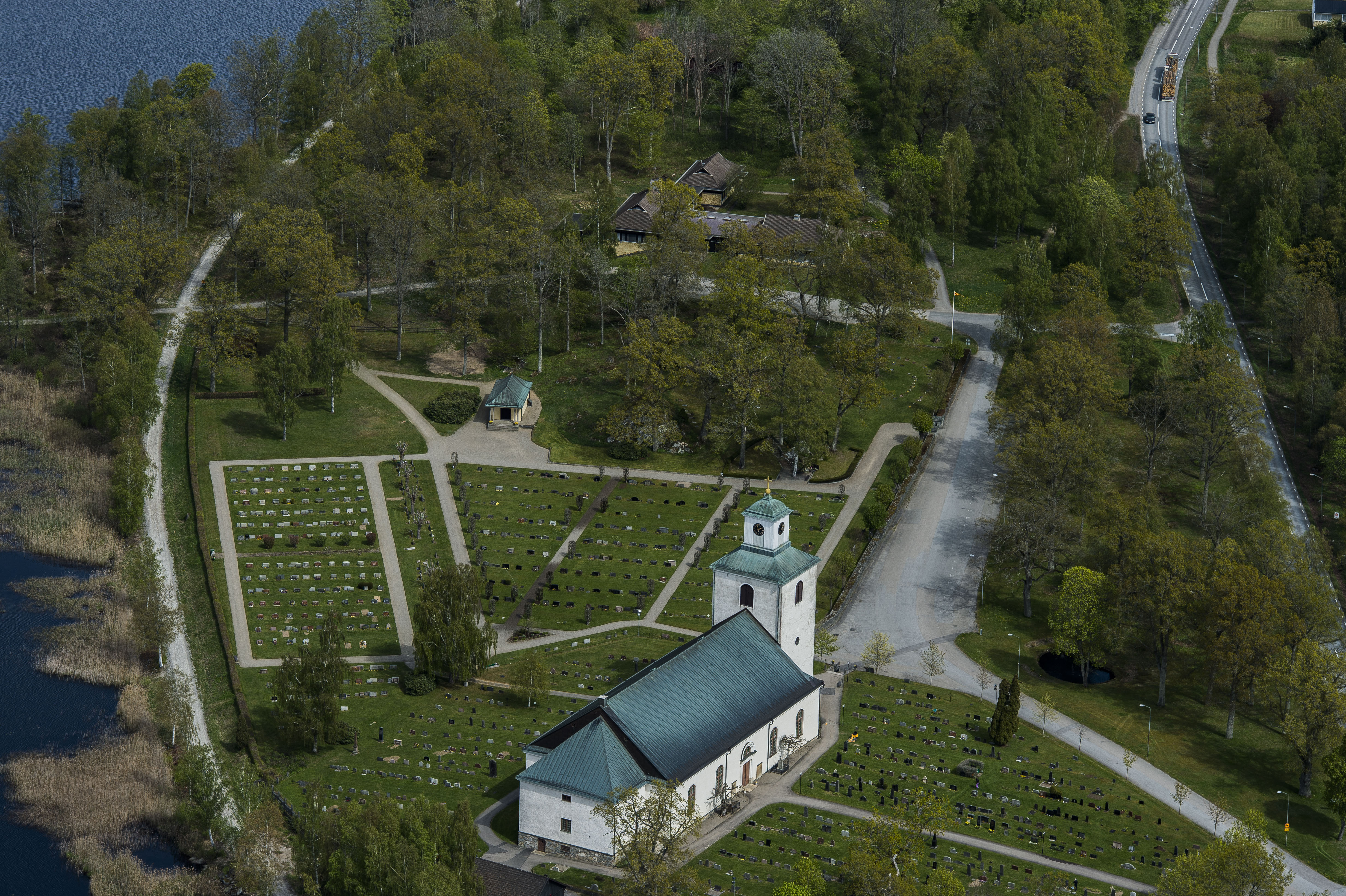
Kyrkan från ovan.
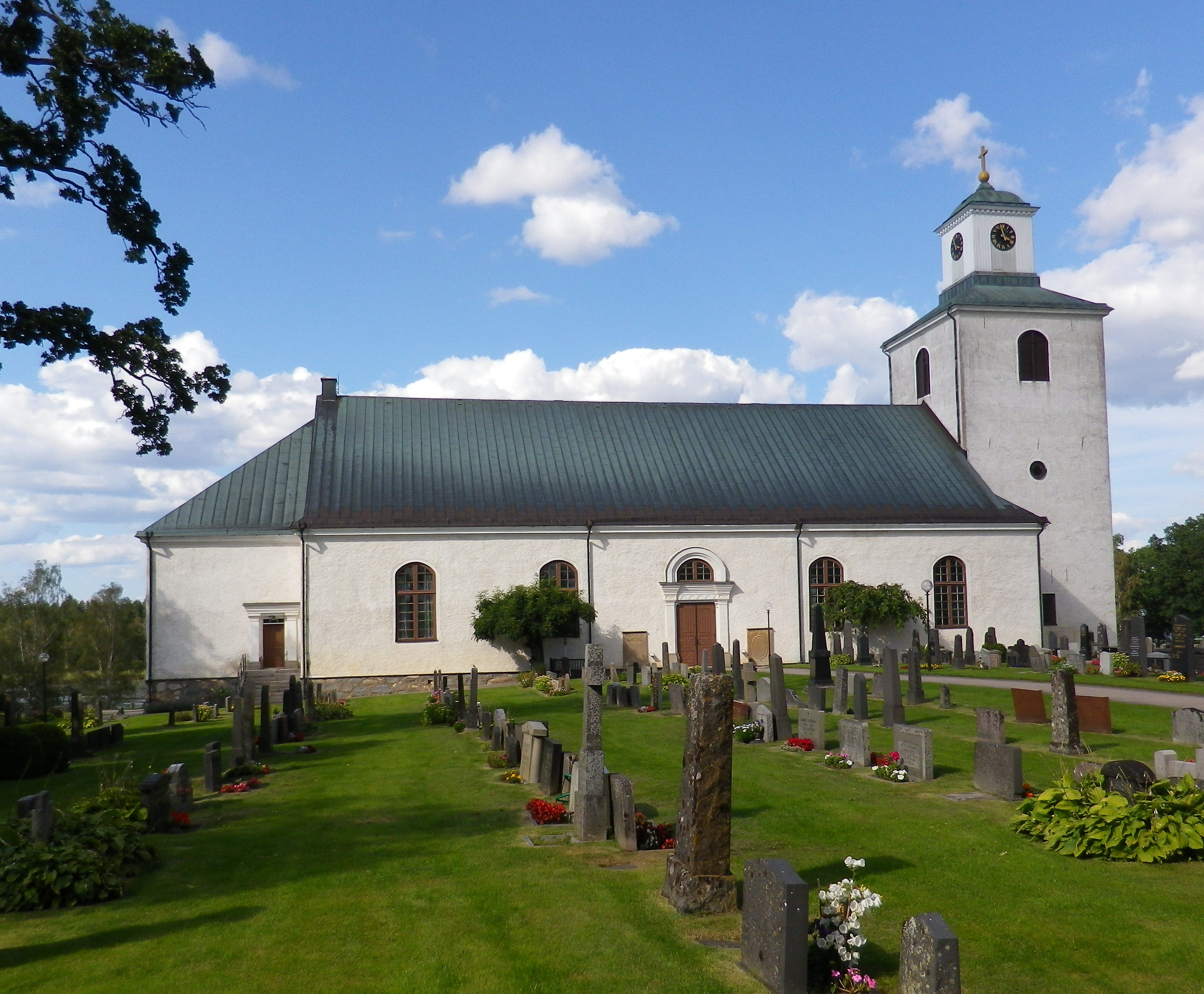
Kyrkan från söder.
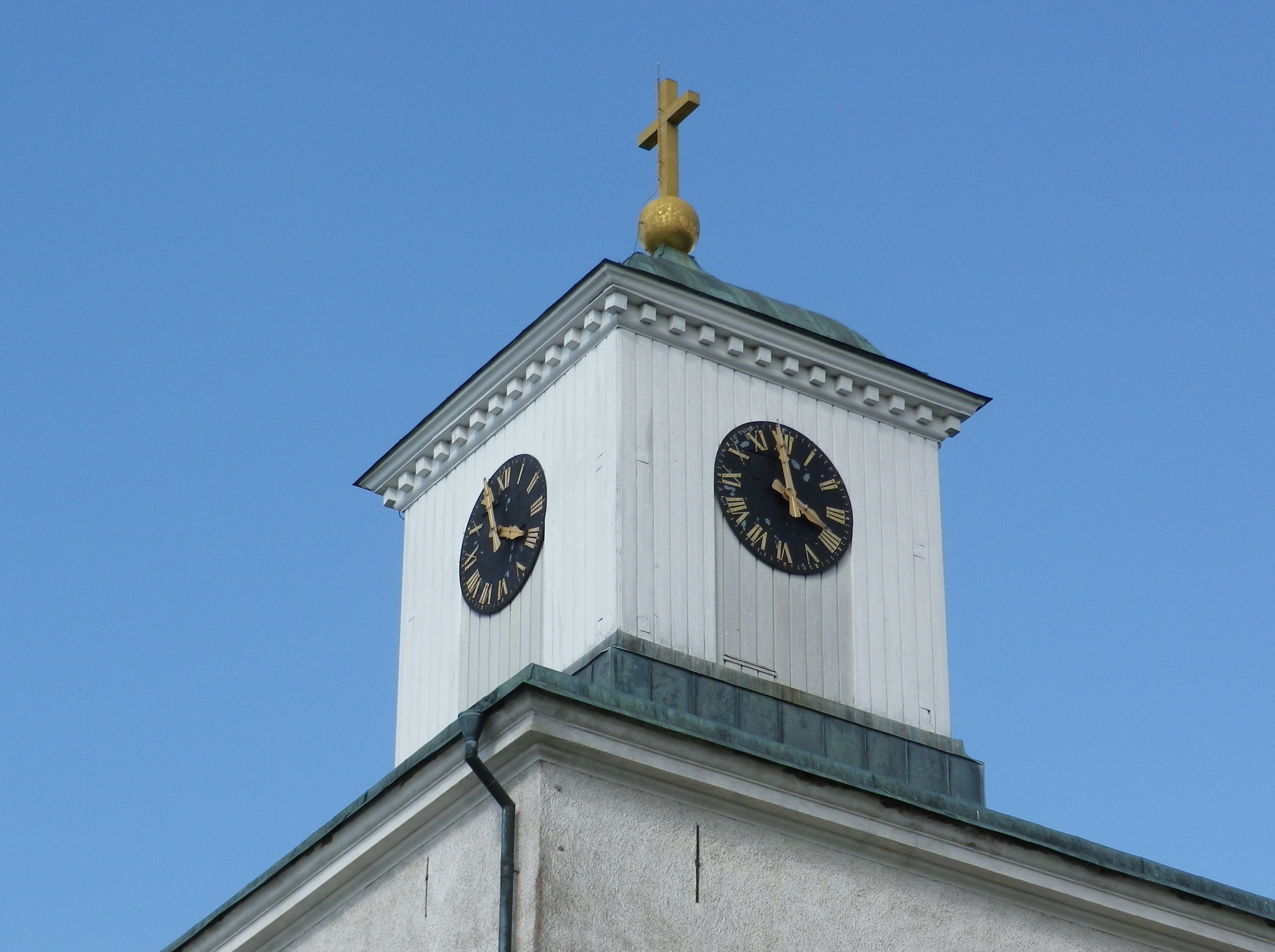
Tornets lanternin med tornur.
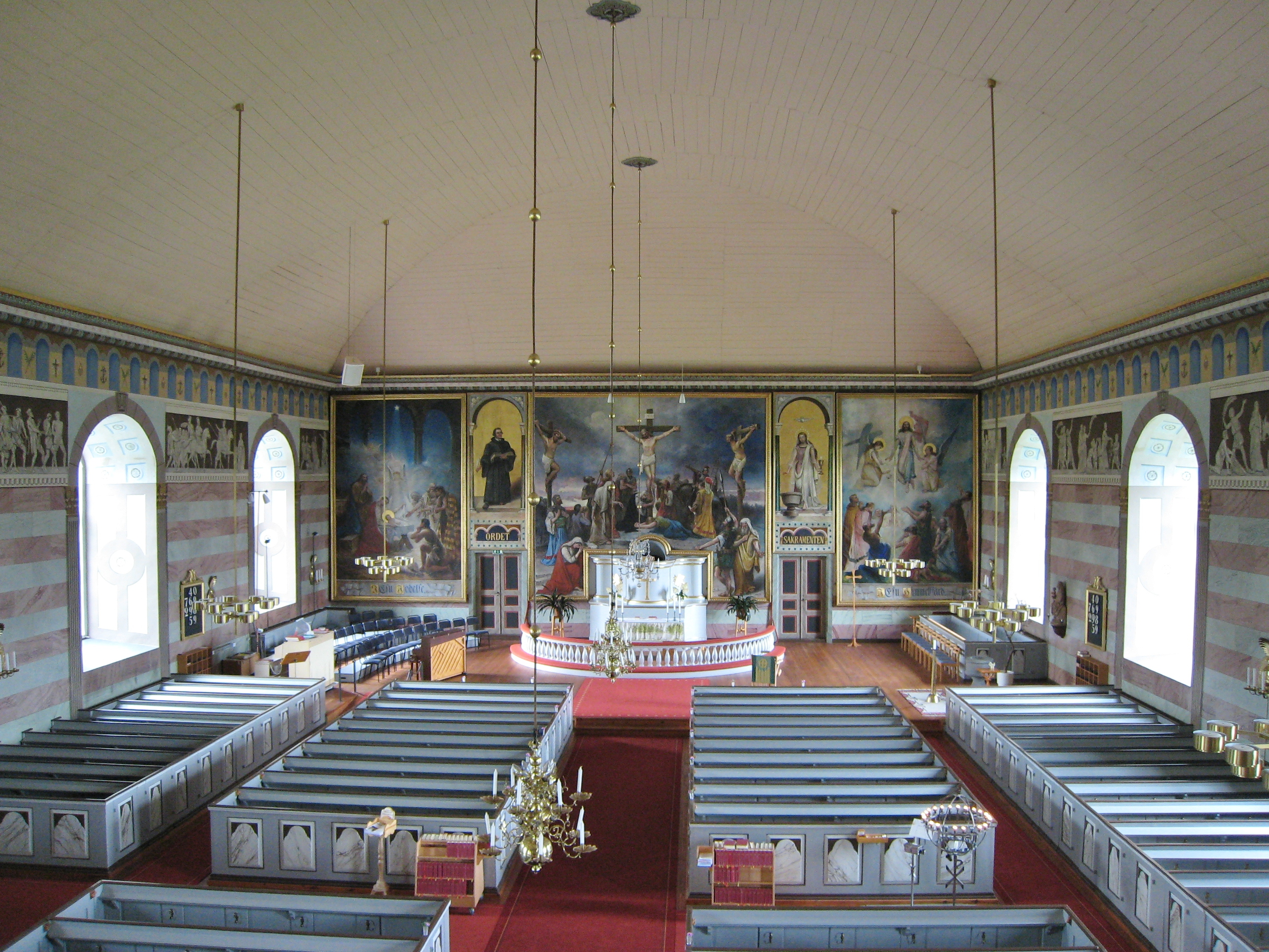
Interiör
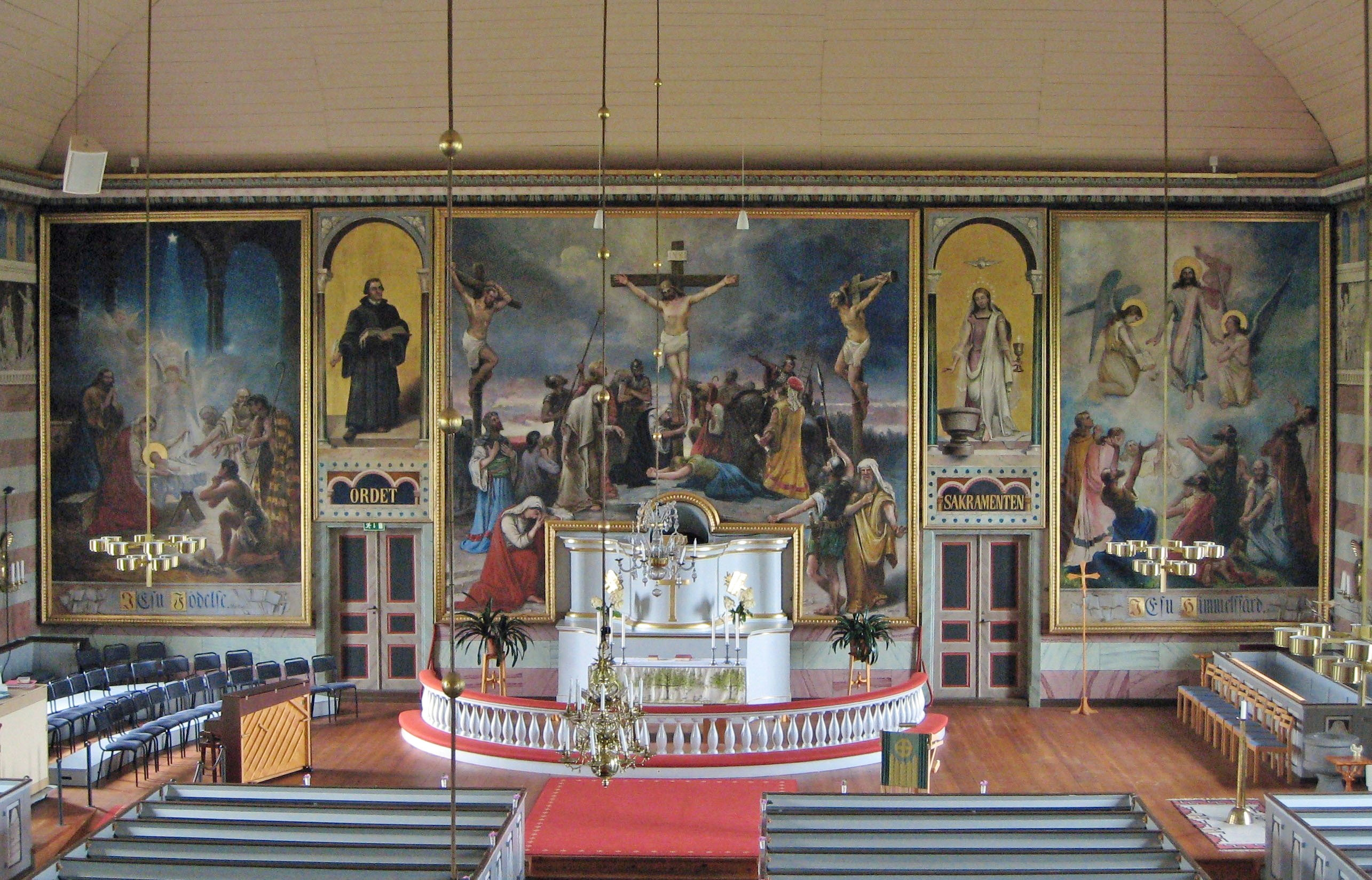
Koret med Ludvig Frids målningar.
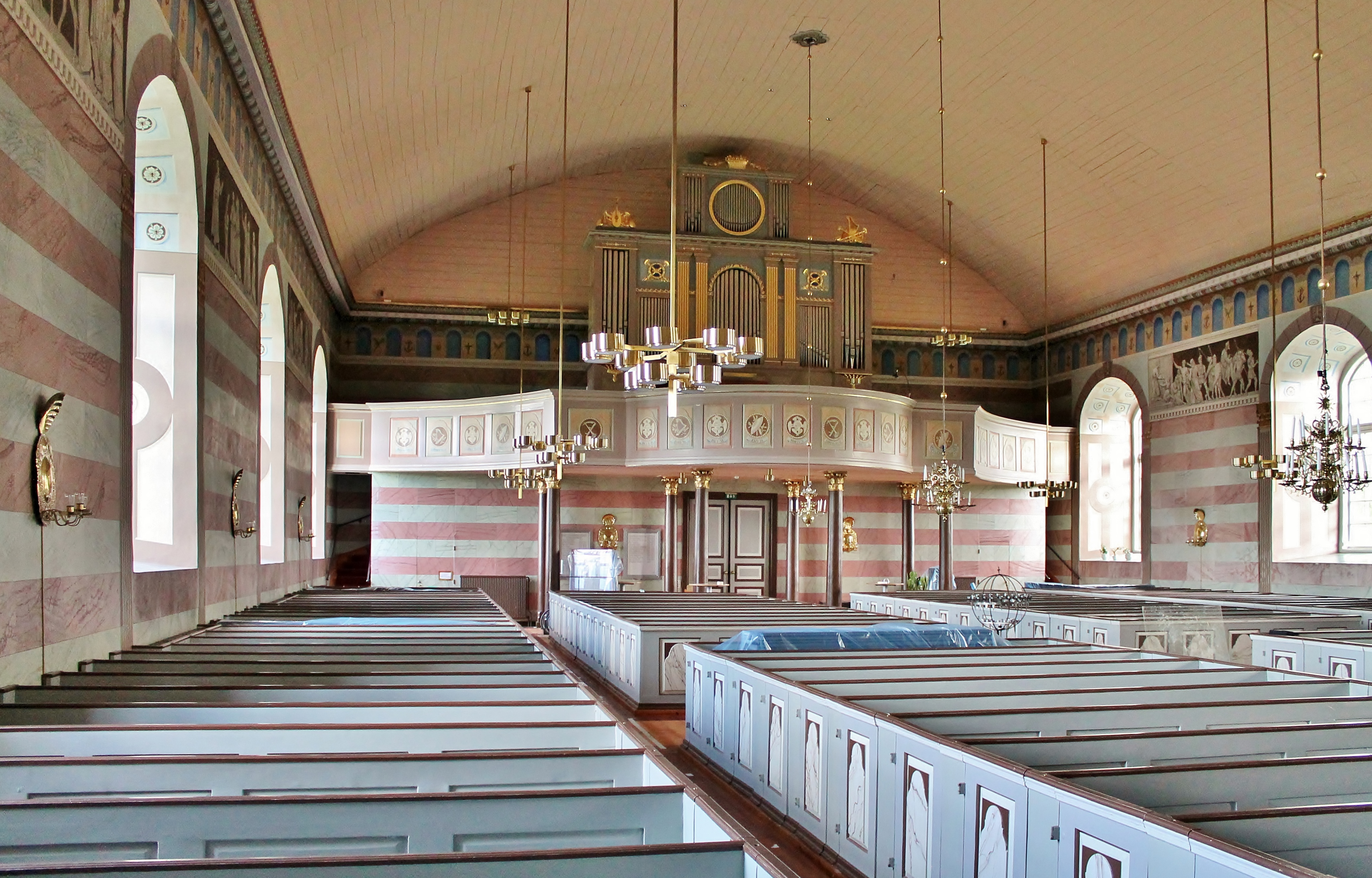
Kyrkorummet med orgelläktaren.
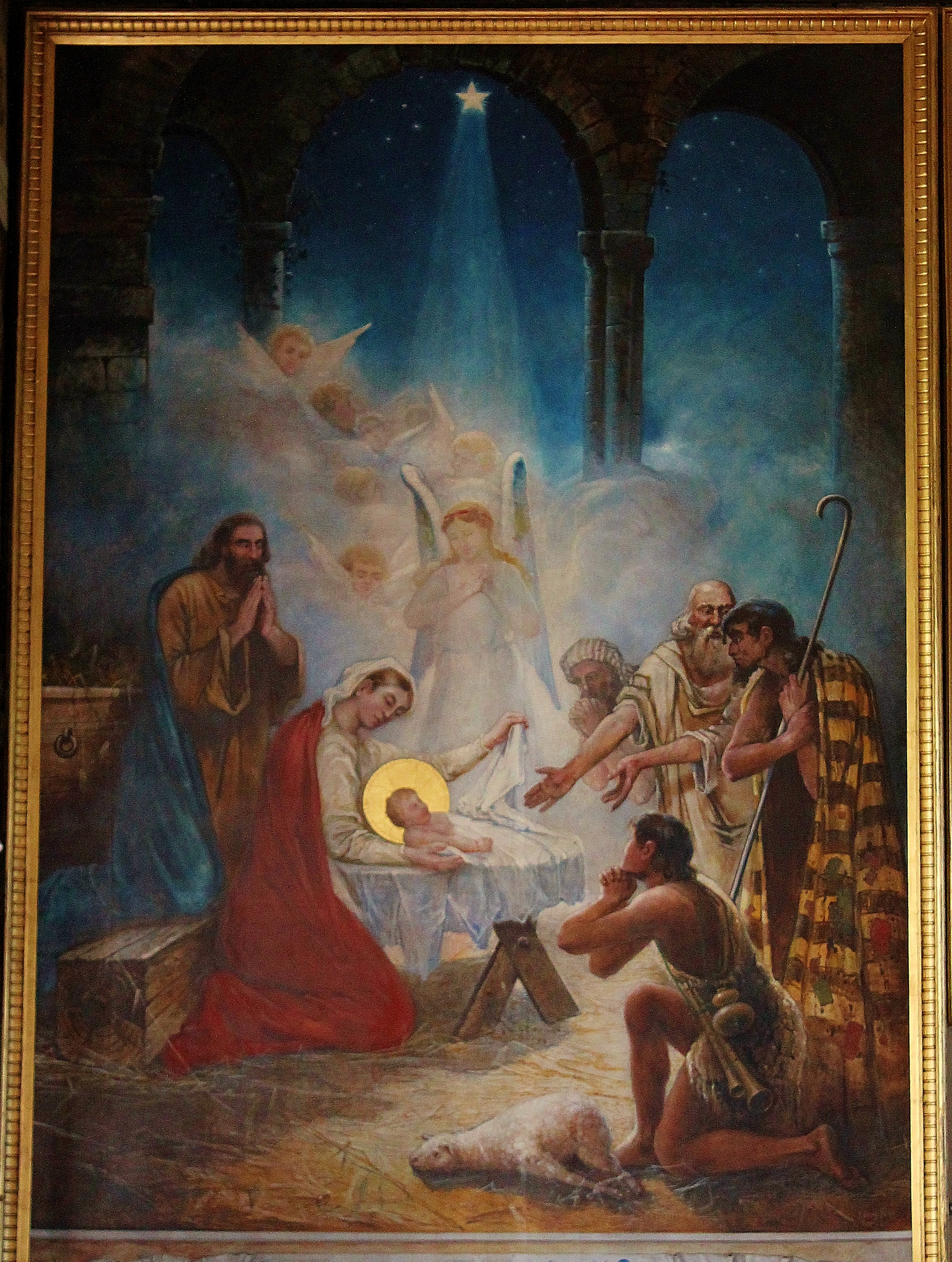
Jesu födelse och herdarnas tillbedjan.
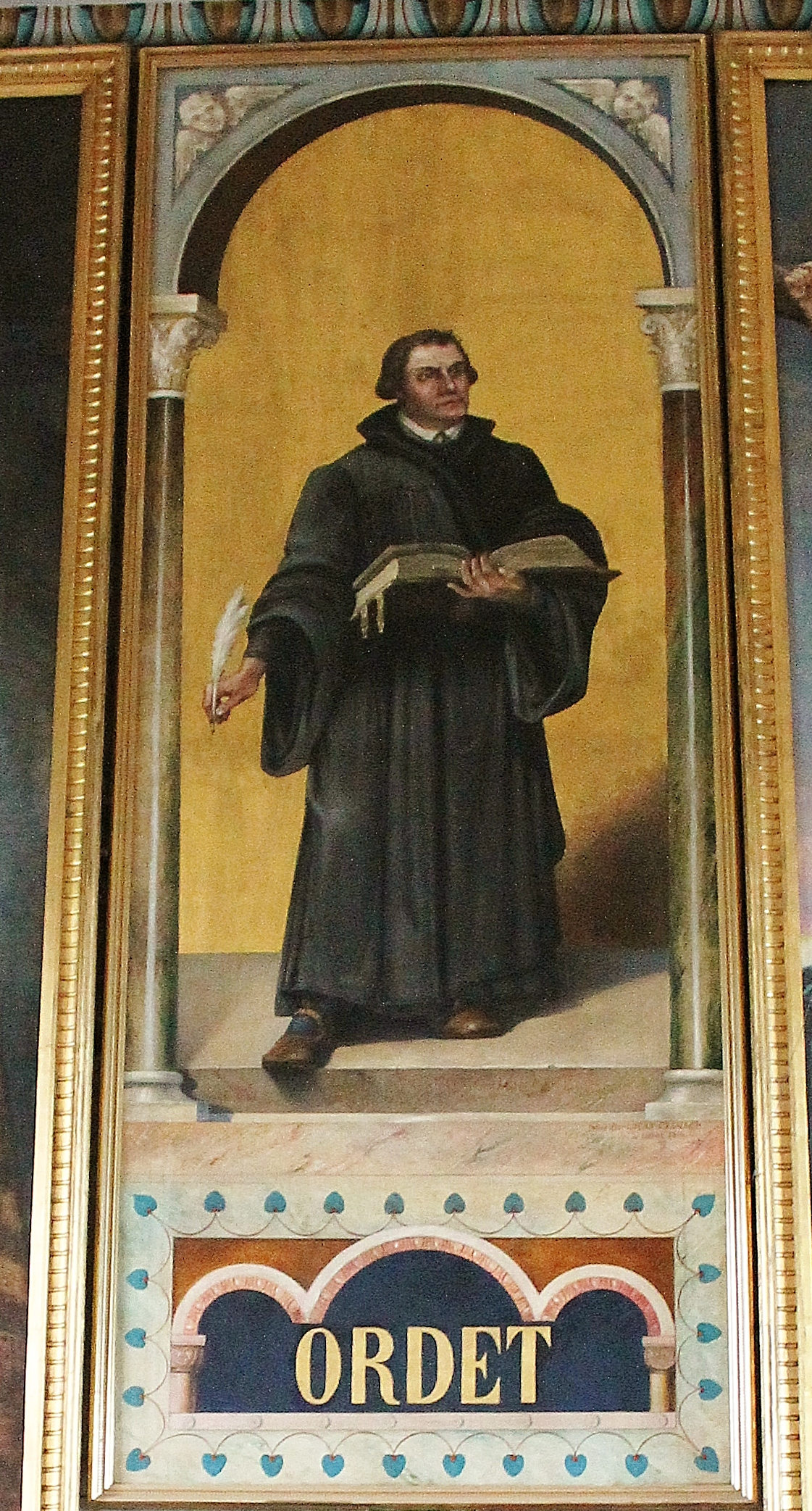
Martin Luther som representant för Ordet.
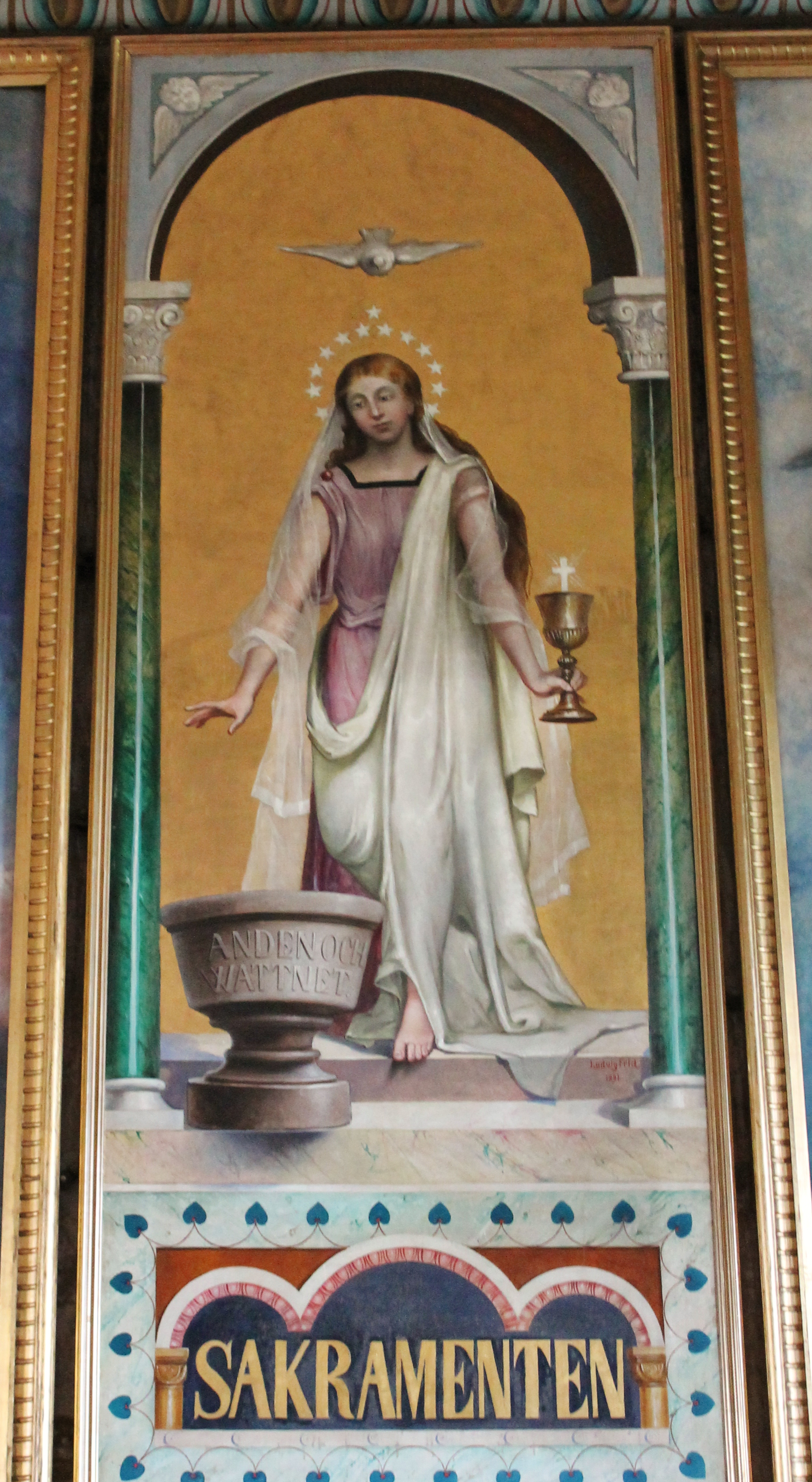
Sakramenten - Dopet och Nattvarden.
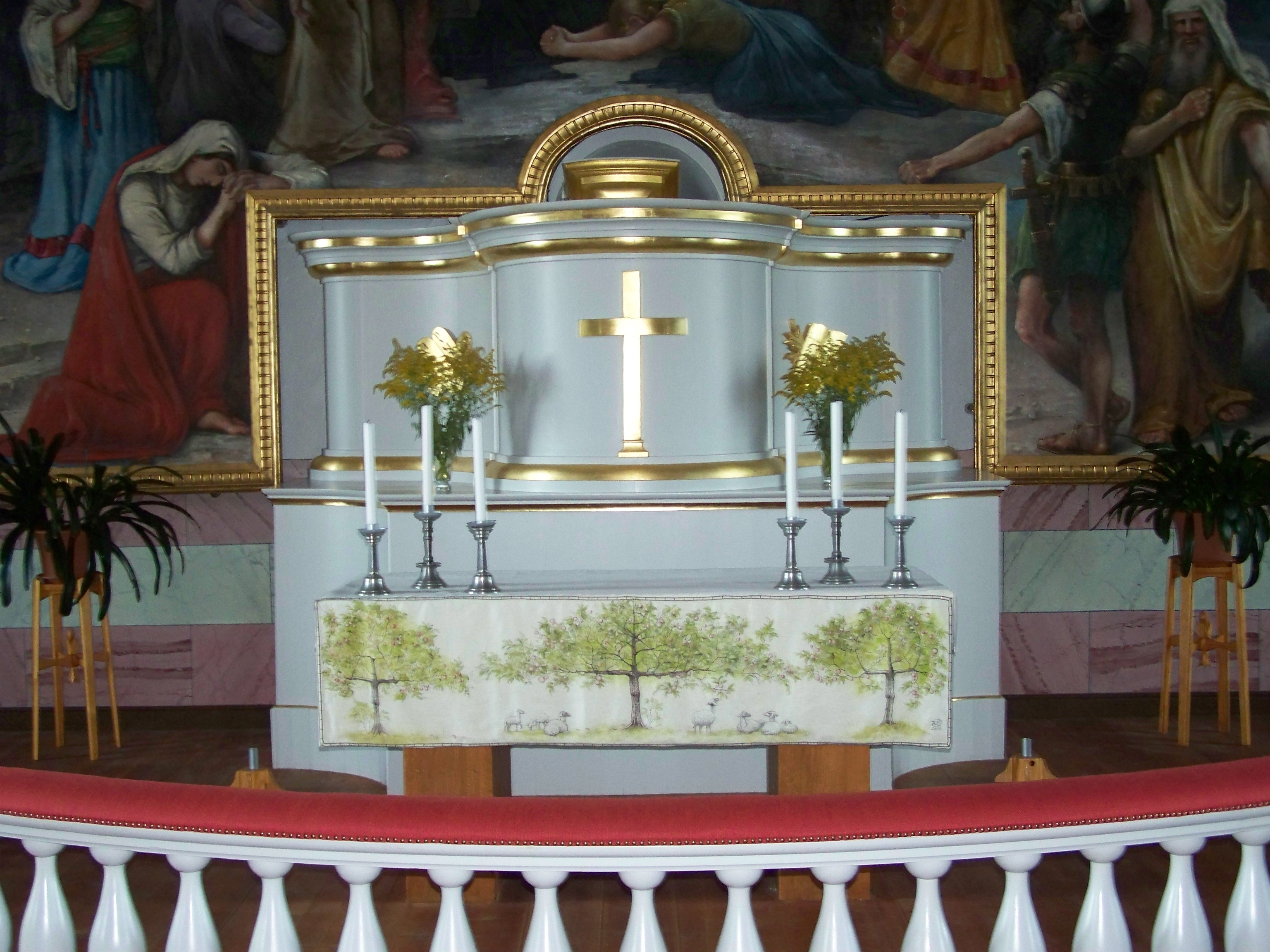
Altarpredikstolen.
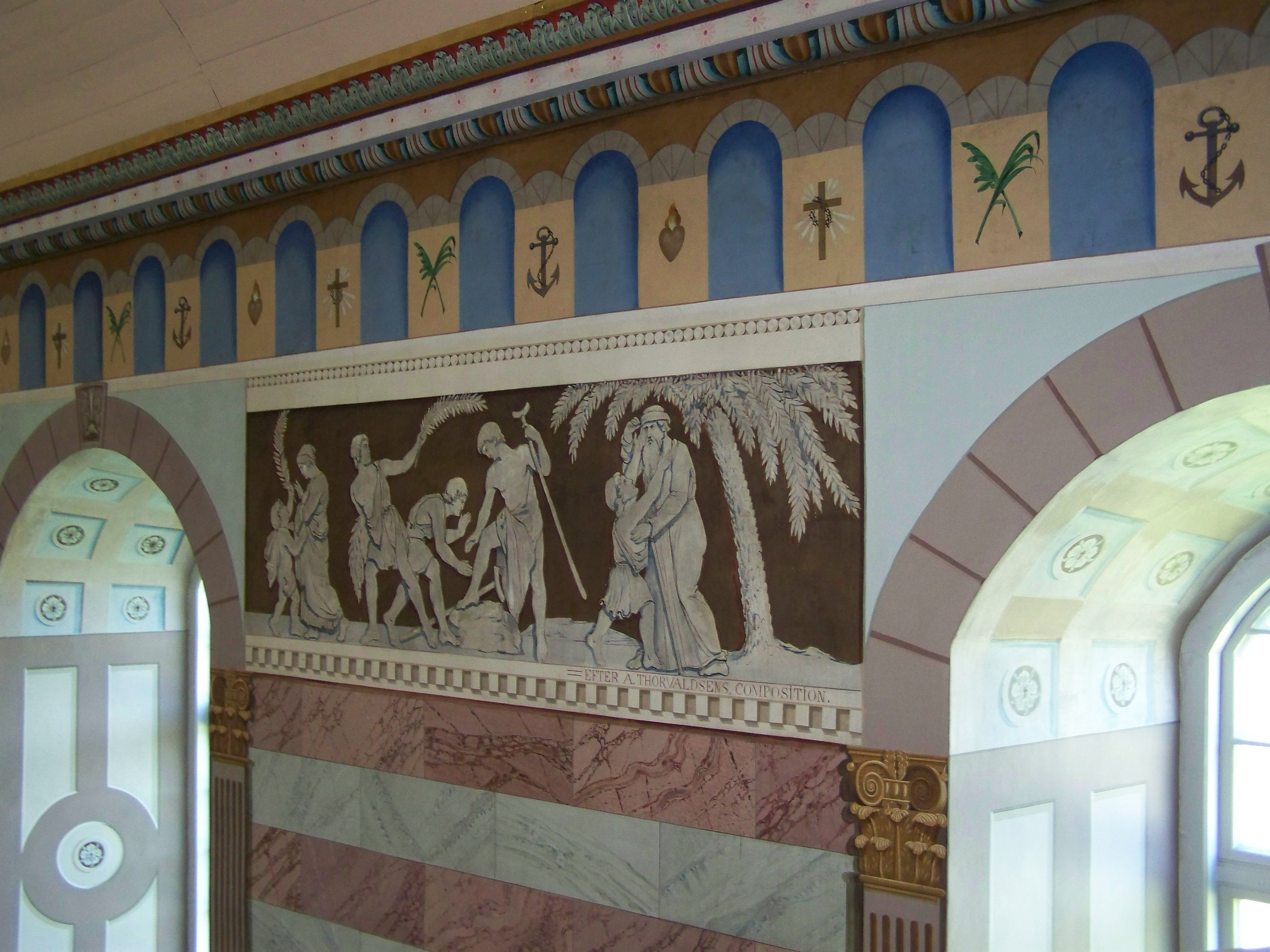
Del av kyrkorummets friser.
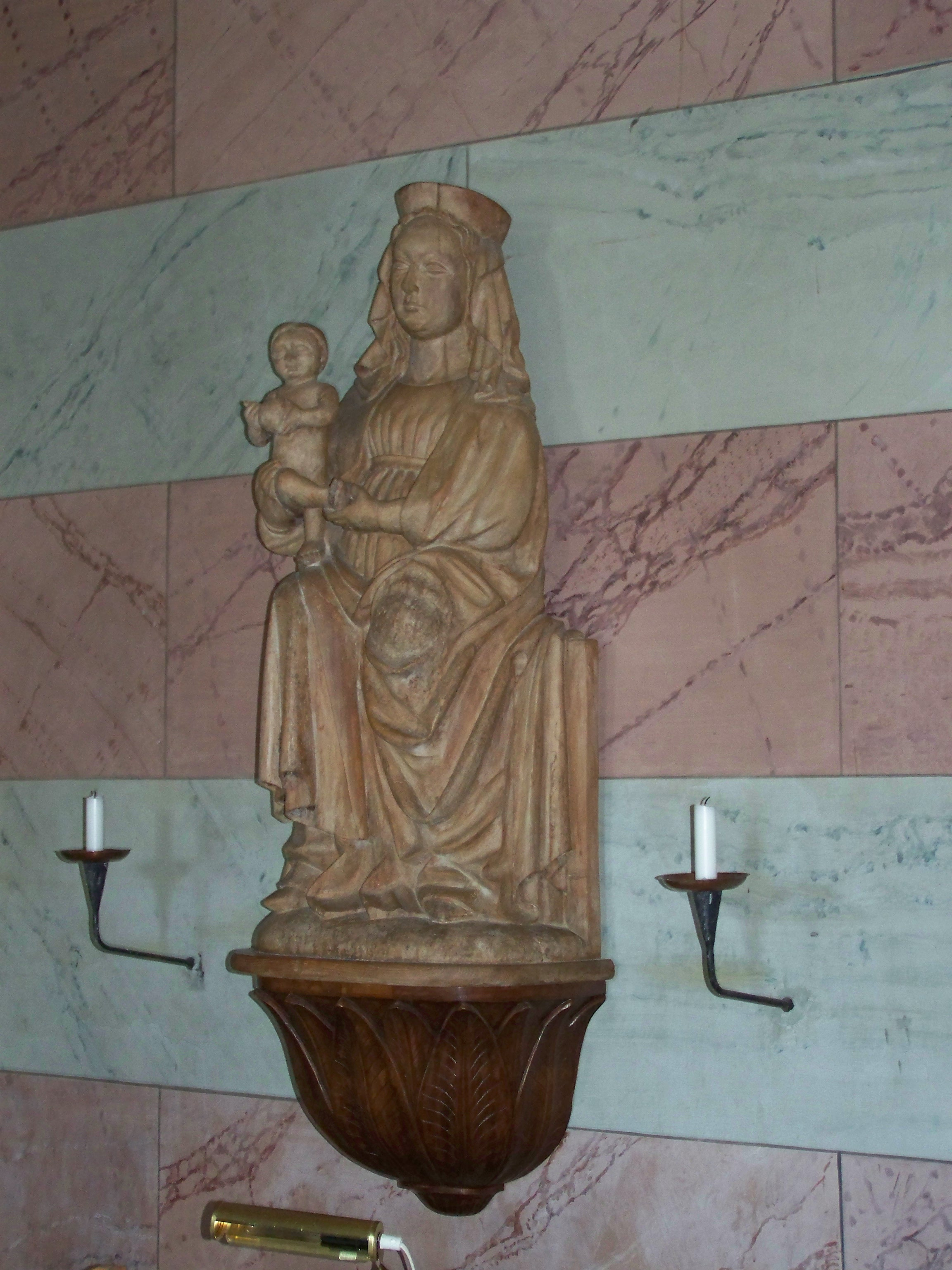
Madonnabild.
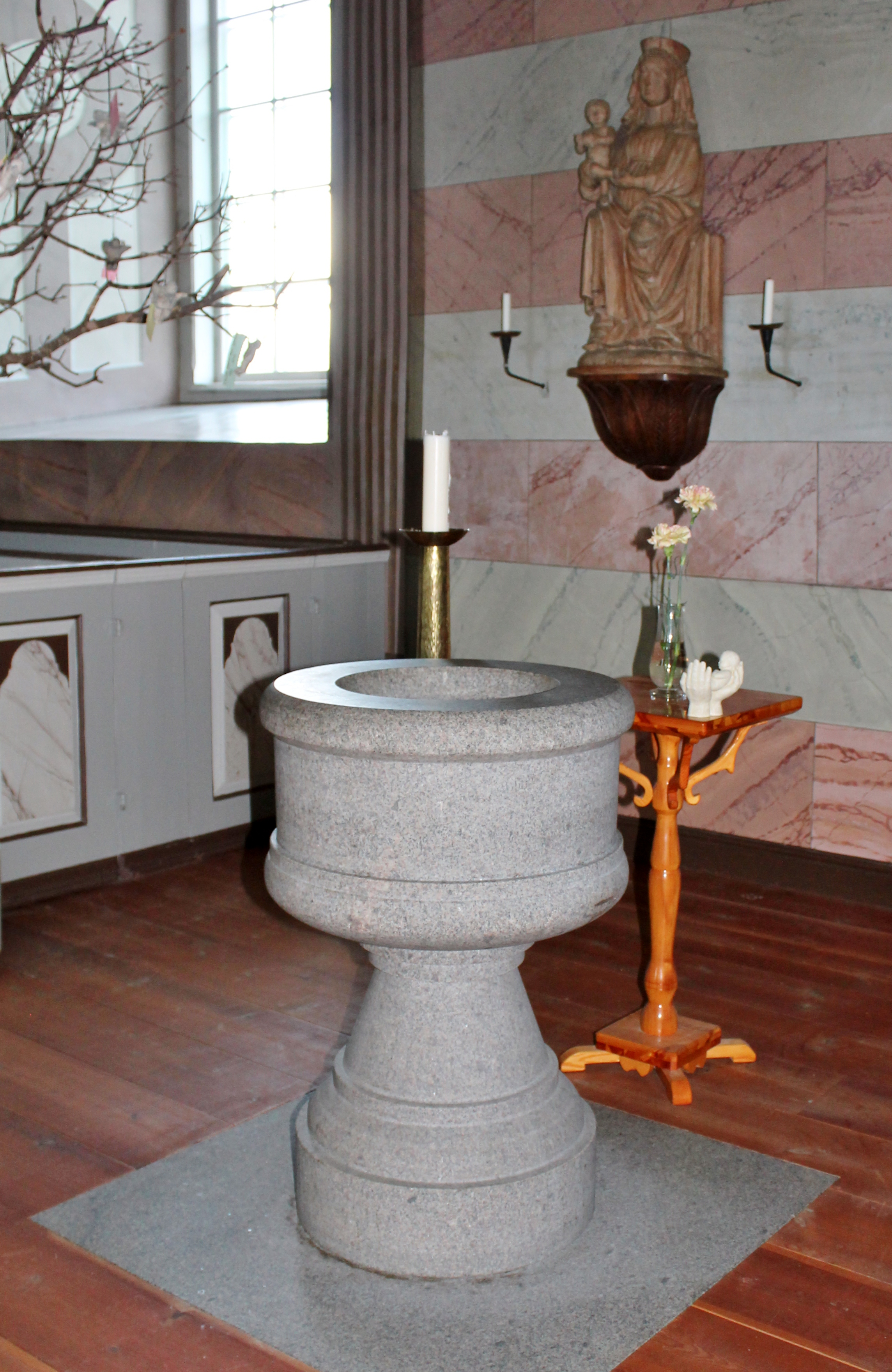
Dopfunten.

## Orgeln

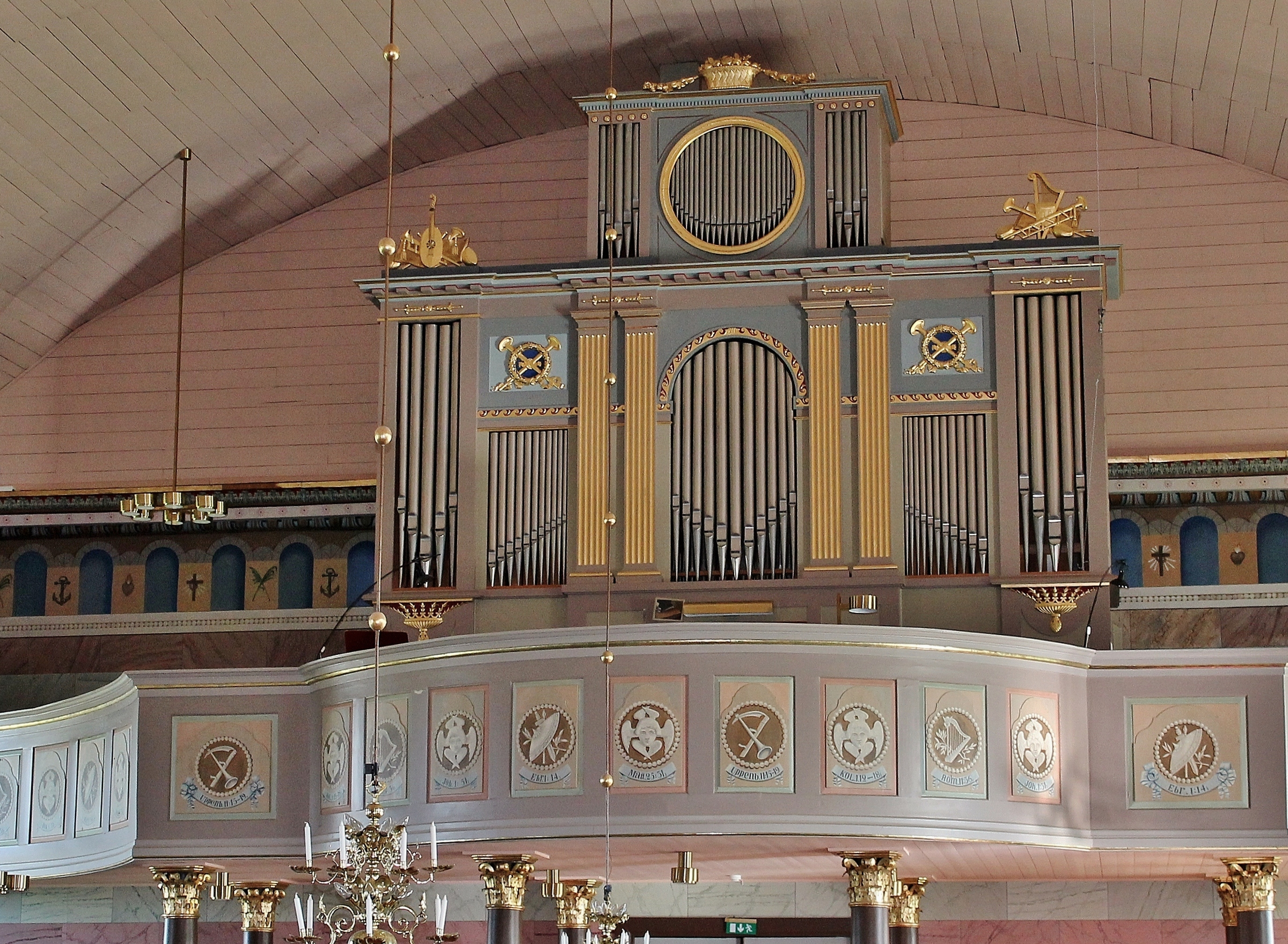
Läktarorgeln

- 1825 byggdes en  orgel med 20 stämmor av Pehr Zacharias Strand, Stockholm.[2]  Fasaden är ritad av Carl Gustaf Blom Carlsson och 1891 tillkom dekormålningen på orgelbröstningen, som utfördes av Mattis Hörberg.[källa behövs]
- 1922 installerades en ny orgel med 26 stämmor tillverkad av Walcker Orgelbau.[2] Den byggdes om 1937.[källa behövs]
- 1962 byggdes en ny mekanisk orgel av Olof Hammarberg på Hammarbergs Orgelbyggeri AB, Göteborg.[2]

Disposition:
| Huvudverk I    | Öververk II       | Pedal         | Koppel |
| Principal 8'   | Gedackt 8'        | Subbas 16'    | I/P    |
| Rörflöjt 8'    | Principal 4'      | Octava 8'     | II/P   |
| Octava 4'      | Gemshorn 4'       | Gedackt 8'    | II/I   |
| Gedaktflöjt 4' | Blockflöjt 2'     | Octava 4'     |        |
| Kvinta 2 2/3'  | Nasat 1 1/3'      | Nachthorn 2'  |        |
| Octava 2'      | Ters 4/5'         | Mixtur 3 chor |        |
| Mixtur 4 chor  | Scharf 2 chor     | Fagott 16'    |        |
| Dulcian 16'    | Krumhorn 8'       |               |        |
| Trumpet 8'     | Tremulant         |               |        |
|                | Crescendosvällare |               |        |